# Stuart Armstrong
Stuart Armstrong (* 30. März 1992 in Inverness) ist ein schottischer Fußballspieler, der zuletzt beim FC Southampton unter Vertrag stand.

## Karriere

### Verein
Stuart Armstrong wurde 1992 in Inverness in den schottischen Highlands geboren. Zusammen mit Fraser Fyvie besuchte er bis 2003 die Hazlehead Academy in Aberdeen. Ab 2003 spielte er fünf Jahre lang für den Dyce Boys Club in Aberdeen, bevor er im Jahr 2008 in seine Geburtsstadt zurückkam und für Inverness Caledonian Thistle in der Jugend spielte. Bei den Caley Jags wurde er vom ehemaligen Rangers Spieler Alex Cleland betreut. Zwei Jahre später zog die Familie von Armstrong nach Dundee. Im Juni 2009 unterschrieb er bei Dundee United. Für die Tangerines debütierte er in der Saison 2010/11 gegen Hamilton Academical, als er für Scott Robertson eingewechselt wurde. Der erste Treffer gelang ihm in der folgenden Spielzeit beim 2:2 im Ligaspiel gegen den FC St. Mirren. Im September 2012 unterschrieb das Talent einen neuen Dreijahresvertrag bei United. Neben einer Auszeichnung zum Jungprofi des Monats Februar in der Saison 2012/13, gewann er am Saisonende auch die Wahl zum SFWA Young Player of the Year. Zusammen mit seinem Teamkameraden von United Gary Mackay-Steven wechselte Armstrong im Februar 2015 zu Celtic Glasgow. Er debütierte für die Bhoys am 11. Februar im Ligaspiel gegen Partick Thistle, in dem zugleich sein Premierentreffer gelang. Mit Celtic wurde er in den folgenden Jahren viermal Meister, zweimal Pokal- und dreimal Ligapokalsieger.
Im Juni 2018 wechselte er zum FC Southampton in die englische Premier League und erhielt einen Vierjahresvertrag.

### Nationalmannschaft
Stuart Armstrong debütierte im Jahr 2010 in der schottischen U-19 Nationalmannschaft gegen Luxemburg. Bei seinem zweiten Einsatz für die U-19 konnte Armstrong beim 4:0-Erfolg über Montenegro nach seiner Einwechslung in der 72. Spielminute einen Doppelpack erzielen. Neben sieben Einsätzen, die er im Jahr 2010 in der U-19 absolvierte, debütierte der Mittelfeldspieler im gleichen Jahr in der Schottischen U-21 gegen Nordirland. Als Nachfolger von Paul Hanlon übte er ab 2011 das Amt des Mannschaftskapitäns aus. Im Mai 2013 wurde er von Gordon Strachan dem Trainer der schottischen A-Nationalmannschaft für das anstehende Länderspiel gegen Kroatien berufen, kam jedoch auf keine Einsatzminuten.
Im März 2017 debütierte Armstrong in der A-Nationalmannschaft von Schottland gegen Slowenien im Hampden Park. In seinem dritten Länderspiel im September 2017 gelang ihm gegen Litauen der erste Treffer im Nationaltrikot.
Zur Fußball-Europameisterschaft 2021 wurde er in den schottischen Kader berufen, kam aber mit diesem nicht über die Gruppenphase hinaus.

## Erfolge
- Schottischer Meister (4): 2015, 2016, 2017, 2018
- Schottischer Pokalsieger (2): 2017, 2018
- Schottischer Ligapokal (3): 2015, 2017, 2018